# کوین دیکسون (بازیکن فوتبال، زاده۱۹۶۰)
کوین دیکسون (انگلیسی: Kevin Dixon؛ زادهٔ ۲۷ ژوئیهٔ ۱۹۶۰) بازیکن فوتبال اهل بریتانیا است.
از باشگاه‌هایی که در آن بازی کرده‌است می‌توان به باشگاه فوتبال یورک سیتی، باشگاه فوتبال هارتل پول یونایتد، باشگاه فوتبال هبورن تاون، باشگاه فوتبال اسکانتورپ یونایتد، باشگاه فوتبال گیتزهد، باشگاه فوتبال کارلایل یونایتد، و باشگاه فوتبال تاو لاو تاون اشاره کرد.